# Vincze von Borbás

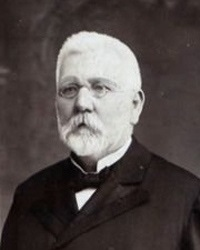
Vincze von Borbás runt år 1900.

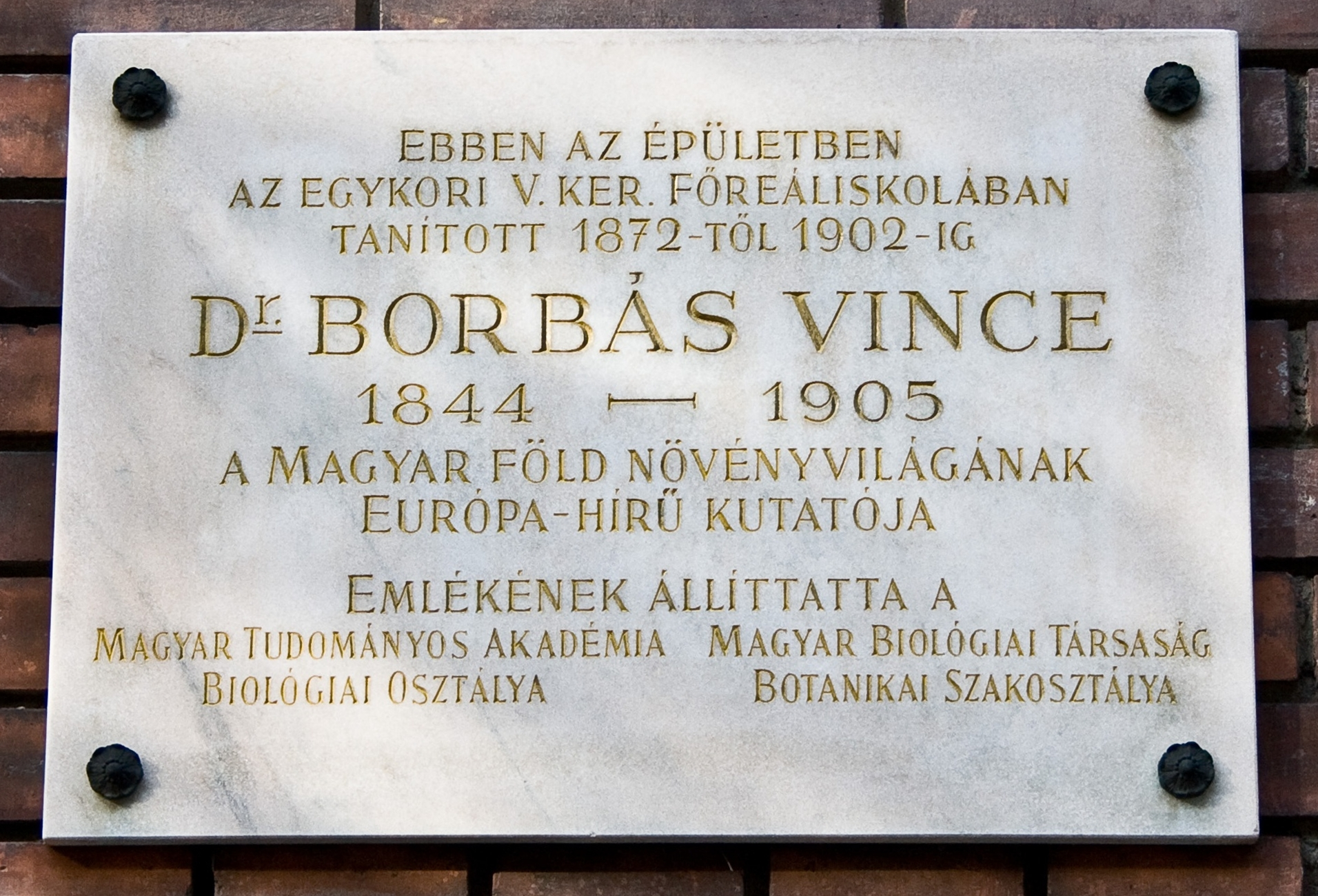
Minnestavla över Vincze von Borbás i Budapest.

Vincze von Borbás, förnamnet även skrivet Vincent och Vince, född 28 juli 1844 i Ipoly-Litke, Österrike-Ungern, död 7 juli 1905 i Klausenburg/Cluj, Ungern, Österrike-Ungern, numera Rumänien, var en ungersk botaniker. Han var verksam i Budapest och Cluj.

## Eponymer
- (Fabaceae) Lotus borbasii Ujhelyi
- (Caprifoliaceae) Lonicera borbasiana (Kuntze) Degen
- (Rubiaceae) Asperula borbasiana ([Korica) Korica
- (Lamiaceae) Mentha × borbasiana Briq.
  - Synonym Mentha × dalmatica Tausch
- (Hypericaceae) Hypericum borbasii Formánek
  - Synonym Hypericum tetrapterum Fr.

Auktorsnamnet Borbás kan användas för Vincze von Borbás i samband med ett vetenskapligt namn inom botaniken; se Wikipediaartiklar som länkar till auktorsnamnet.